# Griboyedov (Armenia)
Griboyedov (in armeno Գրիբոյեդով?, fino al 1978 Aralikh Kyolanlu) è un comune dell'Armenia di 1 991 abitanti (2008) della provincia di Armavir.